# Daniel Bennett (sędzia piłkarski)
Daniel Bennett (ur. 22 sierpnia 1976 roku w Johannesburgu) – południowoafrykański sędzia piłkarski. Jeden z najlepszych sędziów w Afryce, wielokrotnie wyznaczany do sędziowania spotkań Afrykańskiej Ligi Mistrzów oraz Afrykańskiego Pucharu Konfederacji.
Od 2003 roku jest sędzią międzynarodowym i w 2010 roku po raz pierwszy w karierze został wyznaczony jako jeden z szesnastu sędziów na Puchar Narodów Afryki 2010. Nie został jednak wybrany do sędziowania Mistrzostw Świata w piłce nożnej 2010, które odbyły się w jego kraju, gdzie jednak wciąż jest uznawany za sędziego numer dwa, za Jermoe Damonem.

## Turnieje międzynarodowe
- Puchar Narodów Afryki - 2010